# Egzon Binaku
Egzon Binaku, né le 27 août 1995 à Åmål, est un footballeur international albanais. Il évolue au poste d'arrière gauche avec l'IFK Norrköping.

## Biographie

### Jeunesse
Egzon Binaku est né de parents kosovo-albanais (en) originaires de Mitrovica. En 2014, il quitte l'IFK Åmål (en), et poursuit sa formation avec le BK Häcken.

### En club

#### BK Häcken
Le 29 août 2014, Binaku signe son premier contrat professionnel d'une durée de trois ans avec le BK Häcken. 
Le 4 mai 2015, Binaku fait ses débuts avec le BK Häcken en Allsvenskan lors d'un match contre le Halmstads BK, en remplaçant Joel Andersson à la 85e minute de jeu (victoire 2-0). Il inscrit son premier et unique but avec le BK Häcken le 21 mai 2015 contre le Malmö FF (victoire 3-0). 
Lors de l'été 2016, il fait ses débuts européens lors des qualifications pour la Ligue Europa avec le BK Häcken, face à Cork City (match nul 1-1). Le BK Häcken est éliminé au match retour à cause de la défaite 1-0 en Irlande, rencontre durant laquelle Binaku est resté sur le banc.

##### Prêt au Ljungskile SK
Le 1er août 2016, il est prêté au Ljungskile SK, qui évolue alors en Superettan. Il fait ses débuts le 22 août 2016 face à l'Örgryte IS (défaite 3-1), en tant que défenseur central. Le 29 août 2016, pour son deuxième et dernier match avec le Ljungskile SK, il inscrit un but lors de la défaite 2-1 face à l'AFC Eskilstuna.
Son prêt prend fin le 6 septembre 2016.

#### Malmö FF
Le 20 décembre 2017, il s'engage avec le Malmö FF, contre 900 000 euros.
Il débute avec Malmö en championnat le 2 avril 2018 face à l'IF Elfsborg, lorsqu'il remplace Behrang Safari à la 70e minute de jeu (victoire 2-1). Il participe à un match comptant pour les qualifications à la Ligue des champions face au club kosovar du FC Drita (victoire 2-0 et qualification).

#### IFK Norrköping
Le 29 mars 2019, il s'engage avec l'IFK Norrköping.

### En sélection

#### Suède espoirs
Avec l'équipe de Suède espoirs, il participe au championnat d'Europe espoirs en 2017. Lors de cette compétition, il joue un match contre la Slovaquie.

#### Albanie
Le 21 mai 2018, Binaku est convoqué par le sélectionneur de l'Albanie, Christian Panucci, pour les deux matchs amicaux face à l'Ukraine et le Kosovo, rencontres auxquelles il ne participera pas.
Le 7 septembre 2018, il honore sa première sélection avec l'Albanie, toujours sous les ordres de Christian Panucci, lors d'un match comptant pour la Ligue des nations, face à Israël (victoire 1-0). Il participe à toutes les rencontres de cette campagne : la double confrontation face à l'Écosse (défaites 2-0 puis 0-4), et contre Israël à nouveau (défaite 2-0).